# إدوارد كيرشباومر
إدوارد كيرشباومر (بالألمانية: Eduard Kerschbaumer)‏ (19 مايو 1920 – 1995) هو ملاكم نمساوي راحل، مثّل بلاده في الألعاب الأولمبية الصيفية 1948.

## روابط خارجية
إدوارد كيرشباومر على موقع أوليمبيديا (الإنجليزية)